# 7725 Sel'vinskij
7725 Sel'vinskij è un asteroide della fascia principale. Scoperto nel 1972, presenta un'orbita caratterizzata da un semiasse maggiore pari a 2,4397989 au e da un'eccentricità di 0,1811865, inclinata di 4,01136° rispetto all'eclittica.
L'asteroide è dedicato al poeta sovietico Il'ja L'vovič Sel'vinskij.